# Challenger Series de Patinação Artística no Gelo de 2015–16
Challenger Series de Patinação Artística no Gelo de 2015–16 foi a segunda temporada do Challenger Series ISU, uma série de competições de patinação artística no gelo disputada na temporada 2015–16. São distribuídas medalhas em quatro disciplinas, individual masculino e individual feminino, duplas e dança no gelo.
A competição é organizada pela União Internacional de Patinação (em inglês:  International Skating Union), a série Challenger Series começou em 16 de setembro e continuou até 5 dezembro de 2015.

## Calendário
A ISU anunciou o seguinte calendário de eventos que ocorreram no outono de 2015.
| #  | Evento                                            | Localização                    | Data                 | Notas                       | Ref    |
| -- | ------------------------------------------------- | ------------------------------ | -------------------- | --------------------------- | ------ |
| 1  | U.S. International Figure Skating Classic de 2015 | Salt Lake City, Estados Unidos | 16–20 de setembro    |                             | [ 2 ]  |
| 2  | Nebelhorn Trophy de 2015                          | Oberstdorf, Alemanha           | 24–26 de setembro    |                             | [ 3 ]  |
| 3  | Ondrej Nepela Trophy de 2015                      | Bratislava, Eslováquia         | 1–3 de outubro       |                             | [ 4 ]  |
| 4  | Finlandia Trophy de 2015                          | Helsinque, Finlândia           | 8–11 de outubro      | Não houve disputa de duplas | [ 5 ]  |
| 5  | Mordovian Ornament de 2015                        | Saransk, Rússia                | 15–18 de outubro     |                             | [ 6 ]  |
| 6  | Denkova-Staviski Cup de 2015                      | Sófia, Bulgária                | 20–25 de outubro     | Não houve disputa de duplas | [ 7 ]  |
| 7  | Ice Challenge de 2015                             | Graz, Áustria                  | 27 de out.–1 de nov. |                             | [ 8 ]  |
| 8  | Tallinn Trophy de 2015                            | Tallinn, Estônia               | 18–22 de novembro    |                             | [ 9 ]  |
| 9  | Warsaw Cup de 2015                                | Varsóvia, Polônia              | 26–29 de novembro    |                             | [ 10 ] |
| 10 | Golden Spin of Zagreb de 2015                     | Zagreb, Croácia                | 2–5 de dezembro      |                             | [ 11 ] |

## Medalhistas

### U.S. International Figure Skating Classic
| Evento                        | Ouro                                               | Prata                                                    | Bronze                                                 |
| Individual masculino detalhes | Daniel Samohin · Israel                            | Keiji Tanaka · Japão                                     | Ross Miner · Estados Unidos                            |
| Individual feminino detalhes  | Satoko Miyahara · Japão                            | Elizabet Tursynbayeva · Cazaquistão                      | Angela Wang · Estados Unidos                           |
| Duplas detalhes               | Tarah Kayne · Daniel O'Shea · Estados Unidos       | Marissa Castelli · Mervin Tran · Estados Unidos          | Kirsten Moore-Towers · Michael Marinaro · Canadá       |
| Dança no gelo detalhes        | Madison Hubbell · Zachary Donohue · Estados Unidos | Laurence Fournier Beaudry · Nikolaj Sørensen · Dinamarca | Élisabeth Paradis · François-Xavier Ouellette · Canadá |

### Nebelhorn Trophy
| Evento                        | Ouro                                        | Prata                                          | Bronze                                               |
| Individual masculino detalhes | Elladj Baldé · Canadá                       | Max Aaron · Estados Unidos                     | Konstantin Menshov · Rússia                          |
| Individual feminino detalhes  | Kaetlyn Osmond · Canadá                     | Alena Leonova · Rússia                         | Courtney Hicks · Estados Unidos                      |
| Duplas detalhes               | Tatiana Volosozhar · Maxim Trankov · Rússia | Alexa Scimeca · Chris Knierim · Estados Unidos | Vanessa James · Morgan Ciprès · França               |
| Dança no gelo detalhes        | Madison Chock · Evan Bates · Estados Unidos | Alexandra Paul · Mitchell Islam · Canadá       | Anastasia Cannuscio · Colin McManus · Estados Unidos |

### Ondrej Nepela Trophy
| Evento                        | Ouro                                    | Prata                                          | Bronze                                           |
| Individual masculino detalhes | Jason Brown · Estados Unidos            | Mikhail Kolyada · Rússia                       | Gordei Gorshkov · Rússia                         |
| Individual feminino detalhes  | Evgenia Medvedeva · Rússia              | Anna Pogorilaya · Rússia                       | Maria Artemieva · Rússia                         |
| Duplas detalhes               | Ksenia Stolbova · Fedor Klimov · Rússia | Kristina Astakhova · Alexei Rogonov · Rússia   | Evgenia Tarasova · Vladimir Morozov · Rússia     |
| Dança no gelo detalhes        | Piper Gilles · Paul Poirier · Canadá    | Penny Coomes · Nicholas Buckland · Reino Unido | Maia Shibutani · Alex Shibutani · Estados Unidos |

### Finlandia Trophy
| Evento                        | Ouro                                  | Prata                                     | Bronze                                                   |
| Individual masculino detalhes | Konstantin Menshov · Rússia           | Adam Rippon · Estados Unidos              | Sergei Voronov · Rússia                                  |
| Duplas detalhes               | Rika Hongo · Japão                    | Yulia Lipnitskaya · Rússia                | Joshi Helgesson · Suécia                                 |
| Dança no gelo detalhes        | Kaitlyn Weaver · Andrew Poje · Canadá | Isabella Tobias · Ilia Tkachenko · Israel | Laurence Fournier Beaudry · Nikolaj Sørensen · Dinamarca |

### Mordovian Ornament
| Evento                        | Ouro                                       | Prata                                        | Bronze                                       |
| Individual masculino detalhes | Maxim Kovtun · Rússia                      | Daniel Samohin · Israel                      | Moris Kvitelashvili · Rússia                 |
| Individual feminino detalhes  | Anna Pogorilaya · Rússia                   | Adelina Sotnikova · Rússia                   | Maria Artemieva · Rússia                     |
| Duplas detalhes               | Yuko Kavaguti · Alexander Smirnov · Rússia | Natalja Zabijako · Alexander Enbert · Rússia | Goda Butkute · Nikita Ermolaev · Lituânia    |
| Dança no gelo detalhes        | Elena Ilinykh · Ruslan Zhiganshin · Rússia | Isabella Tobias · Ilia Tkachenko · Israel    | Natalia Kaliszek · Maksim Spodirev · Polônia |

### Denkova-Staviski Cup
| Evento                        | Ouro                                   | Prata                                               | Bronze                                             |
| Individual masculino detalhes | Misha Ge · Uzbequistão                 | Julian Zhi Jie Yee · Malásia                        | Matteo Rizzo · Itália                              |
| Individual feminino detalhes  | Isabelle Olsson · Suécia               | Angelina Kuchvalska · Letônia                       | Anne Line Gjersem · Noruega                        |
| Dança no gelo detalhes        | Alisa Agafonova · Alper Ucar · Turquia | Viktoria Kavaliova · Yurii Bieliaiev · Bielorrússia | Ludmila Sosnitskaia · Pavel Golovishnokov · Rússia |

### Ice Challenge
| Evento                        | Ouro                                            | Prata                                       | Bronze                                        |
| Individual masculino detalhes | Artur Dmitriev Jr. · Rússia                     | Jason Brown · Estados Unidos                | Mikhail Kolyada · Rússia                      |
| Individual feminino detalhes  | Mirai Nagasu · Estados Unidos                   | Maria Artemieva · Rússia                    | Tyler Pierce · Estados Unidos                 |
| Duplas detalhes               | Alexa Scimeca · Chris Knierim · Rússia          | Mari Vartmann · Aaron Van Cleave · Alemanha | Nicole Della Monica · Matteo Guarise · Itália |
| Dança no gelo detalhes        | Danielle Thomas · Daniel Eaton · Estados Unidos | Misato Komatsubara · Andrea Fabbri · Itália | Olesia Karmi · Max Lindholm · Finlândia       |

### Tallinn Trophy
| Evento                        | Ouro                                       | Prata                                       | Bronze                                          |
| Individual masculino detalhes | Max Aaron · Estados Unidos                 | Dmitri Aliev · Rússia                       | Deniss Vasiļjevs · Letônia                      |
| Individual feminino detalhes  | Maria Sotskova · Rússia                    | Elizabet Tursynbayeva · Cazaquistão         | Tyler Pierce · Estados Unidos                   |
| Duplas detalhes               | Aliona Savchenko · Bruno Massot · Alemanha | Mari Vartmann · Ruben Blommaert · Alemanha  | Amani Fancy · Christopher Boyadji · Reino Unido |
| Dança no gelo detalhes        | Isabella Tobias · Ilia Tkachenko · Israel  | Federica Testa · Lukáš Csölley · Eslováquia | Cecilia Törn · Jussiville Partanen · Finlândia  |

### Warsaw Cup
| Evento                        | Ouro                                       | Prata                                         | Bronze                                         |
| Individual masculino detalhes | Alexander Samarin · Rússia                 | Anton Shulepov · Rússia                       | Zhan Bush · Rússia                             |
| Individual feminino detalhes  | Elizaveta Tuktamysheva · Rússia            | Serafima Sakhanovich · Rússia                 | Anastasia Galustyan · Armênia                  |
| Duplas detalhes               | Aliona Savchenko · Bruno Massot · Alemanha | Nicole Della Monica · Matteo Guarise · Itália | Goda Butkutė · Nikita Ermolaev · Lituânia      |
| Dança no gelo detalhes        | Charlène Guignard · Marco Fabbri · Itália  | Natalia Kaliszek · Maksym Spodyriev · Polônia | Cecilia Törn · Jussiville Partanen · Finlândia |

### Golden Spin of Zagreb
| Evento                        | Ouro                                         | Prata                                             | Bronze                                           |
| Individual masculino detalhes | Denis Ten · Cazaquistão                      | Adam Rippon · Estados Unidos                      | Adian Pitkeev · Rússia                           |
| Individual feminino detalhes  | Elizaveta Tuktamysheva · Rússia              | Elizabet Tursynbayeva · Cazaquistão               | Karen Chen · Estados Unidos                      |
| Duplas detalhes               | Evgenia Tarasova · Vladimir Morozov · Rússia | Kristina Astakhova · Alexei Rogonov · Rússia      | Tarah Kayne · Daniel O'Shea · Estados Unidos     |
| Dança no gelo detalhes        | Charlène Guignard · Marco Fabbri · Itália    | Kaitlin Hawayek · Jean-Luc Baker · Estados Unidos | Tina Garabedian · Simon Proulx-Sénécal · Armênia |

## Quadro de medalhas
| Ordem | País           | Medalha de ouro | Medalha de prata | Medalha de bronze |     | Ordem por total |
| ----- | -------------- | --------------- | ---------------- | ----------------- | --- | --------------- |
| 1     | Rússia         | 15              | 12               | 11                | 38  | 1               |
| 2     | Estados Unidos | 7               | 7                | 9                 | 23  | 2               |
| 3     | Canadá         | 4               | 1                | 2                 | 7   | 3               |
| 4     | Israel         | 2               | 3                |                   | 5   | 5               |
| 5     | Itália         | 2               | 2                | 2                 | 6   | 4               |
| 6     | Alemanha       | 2               | 2                |                   | 4   | 6               |
| 7     | Japão          | 2               | 1                |                   | 3   | 8               |
| 8     | Cazaquistão    | 1               | 3                |                   | 4   | 6               |
| 9     | Suécia         | 1               |                  | 1                 | 2   | 10              |
| 10    | Turquia        | 1               |                  |                   | 1   | 17              |
| 10    | Uzbequistão    | 1               |                  |                   | 1   | 17              |
| 12    | Dinamarca      |                 | 1                | 1                 | 2   | 10              |
| 12    | Letônia        |                 | 1                | 1                 | 2   | 10              |
| 12    | Polônia        |                 | 1                | 1                 | 2   | 10              |
| 12    | Reino Unido    |                 | 1                | 1                 | 2   | 10              |
| 16    | Bielorrússia   |                 | 1                |                   | 1   | 17              |
| 16    | Eslováquia     |                 | 1                |                   | 1   | 17              |
| 16    | Malásia        |                 | 1                |                   | 1   | 17              |
| 19    | Finlândia      |                 |                  | 3                 | 3   | 8               |
| 20    | Armênia        |                 |                  | 2                 | 2   | 10              |
| 20    | Lituânia       |                 |                  | 2                 | 2   | 10              |
| 22    | França         |                 |                  | 1                 | 1   | 17              |
| 22    | Noruega        |                 |                  | 1                 | 1   | 17              |
| TOTAL | TOTAL          | 38              | 38               | 38                | 114 | —               |